# Hôtel du Lotto

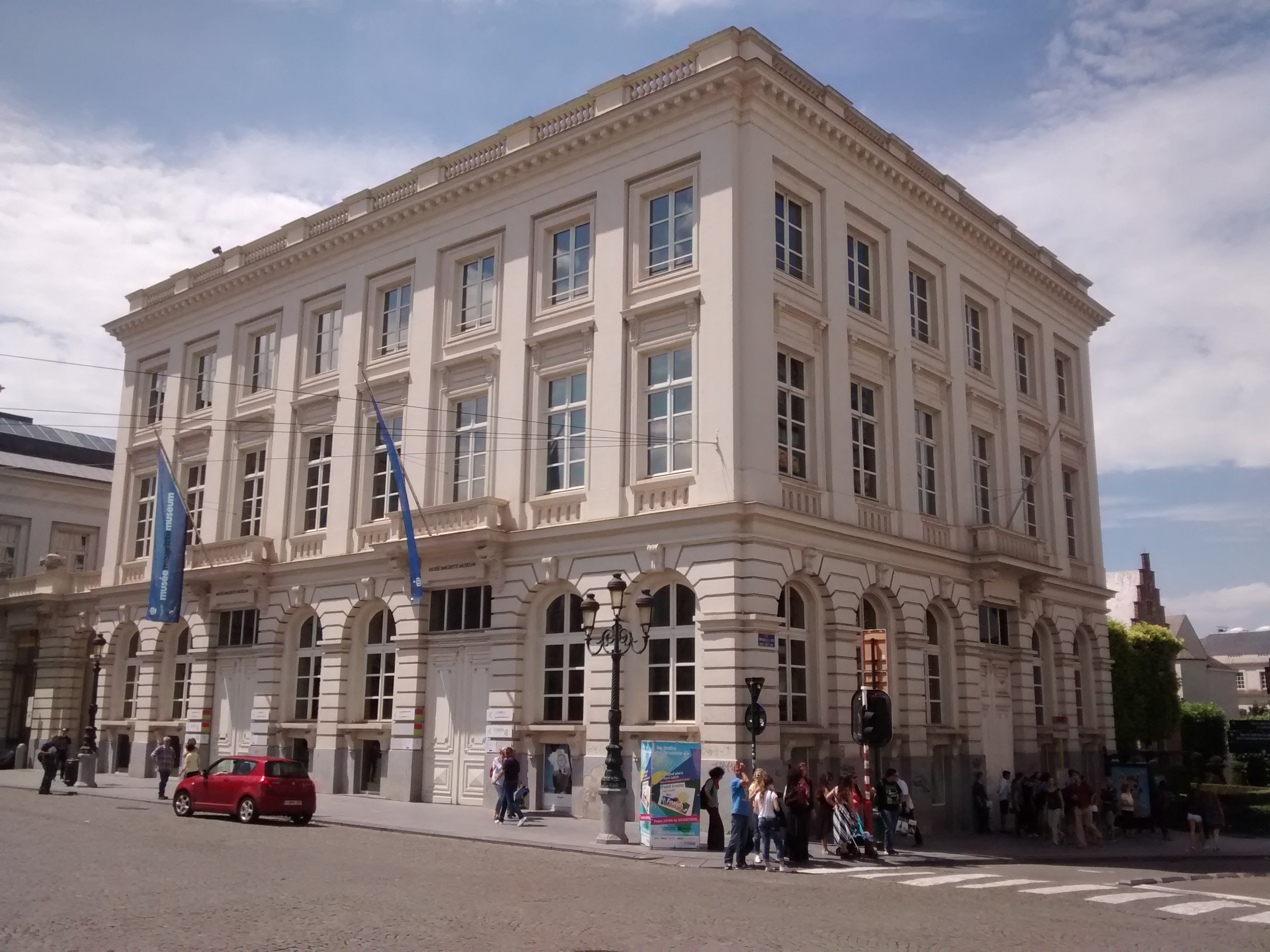
Het Hôtel du Lotto

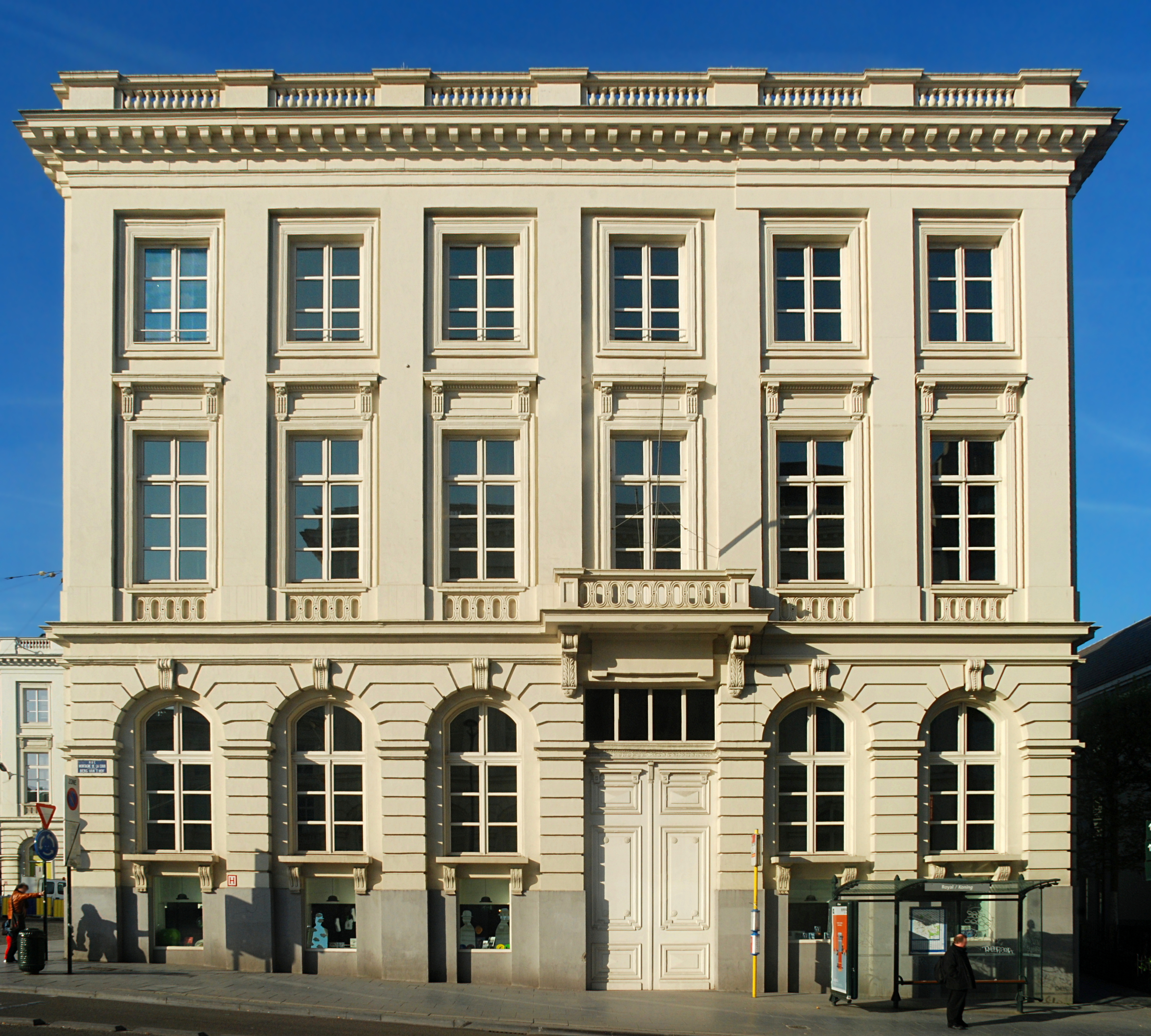

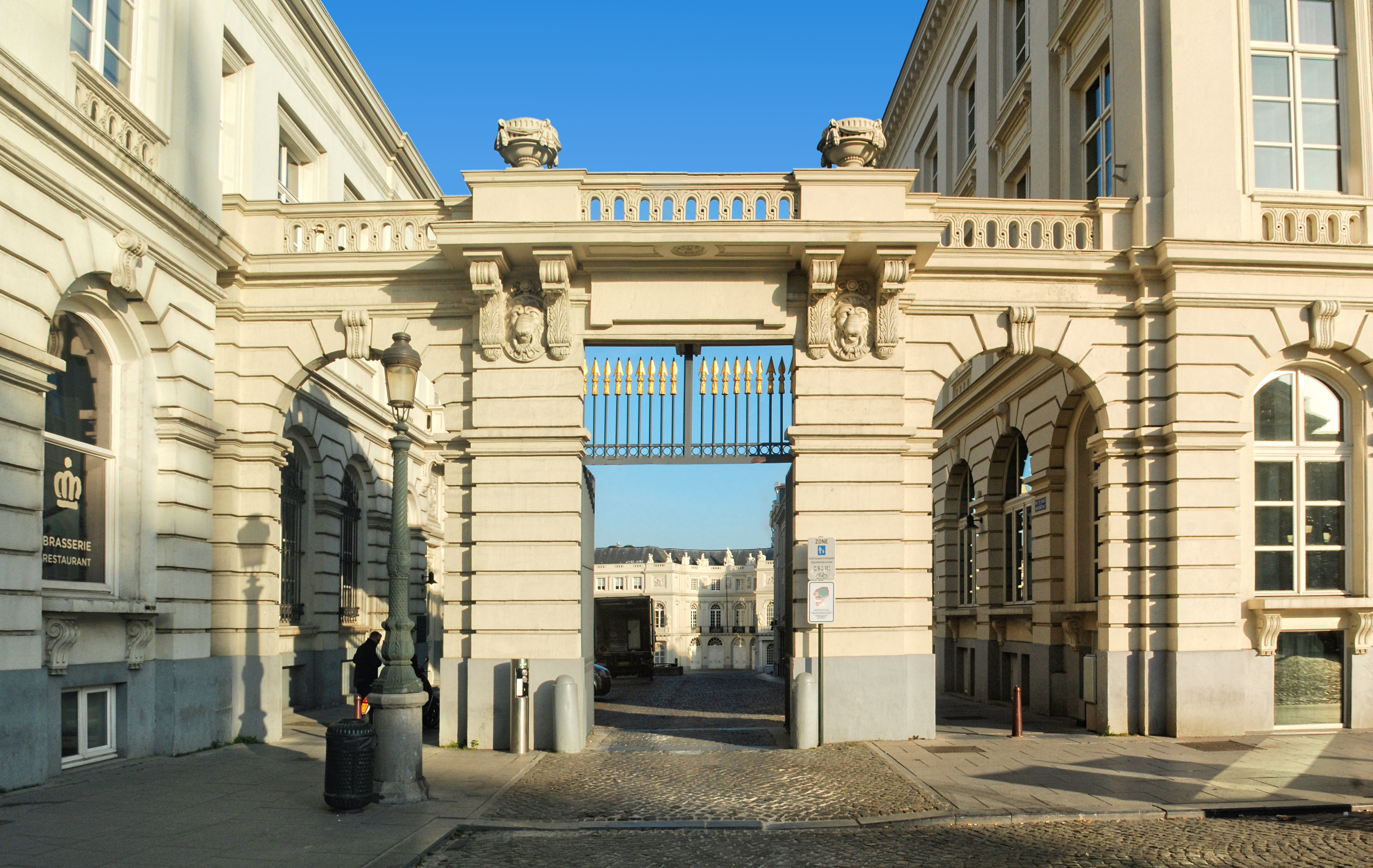
De portiek tussen het Hôtel du Lotto en het Hôtel des Brasseurs

Het Hôtel du Lotto is een neoklassiek gebouw aan het Koningsplein in de Koninklijke Wijk in de Belgische stad Brussel. Het pand huisvest sinds 2009 het Musée Magritte Museum.
Het gebouw ligt aan het Koningsplein 1-2. Aan de overzijde van de Hofbergstraat bevinden zich het voormalige warenhuis Old England en het Hôtel de Spangen, waarin het Muziekinstrumentenmuseum is gevestigd. Aan de overzijde van het Koningsplein liggen onder meer het Hôtel de Coudenberg en de Sint-Jacob-op-Koudenbergkerk. Ten westen liggen het Museumplein en het Hôtel des Brasseurs, waarin een gedeelte van de Koninklijke Musea voor Schone Kunsten van België zijn gevestigd. In het noorden bevindt zich de Kunstberg.

## Geschiedenis
In 1731 verwoestte een grote brand het paleis. De Oostenrijkse autoriteiten wilden op de locatie van het voormalige paleis een monumentaal plein bouwen, geïnspireerd op het Place Stanislas in Nancy in Nancy (1755) en het Place Royale in Reims (1759). Het project werd in 1774 goedgekeurd door keizerin Maria Theresia van Oostenrijk. In 1776 evolueerde het project naar een monumentaal stadsplan met acht paviljoens. Dit werd toevertrouwd aan de Franse architecten Jean-Benoît-Vincent Barré, die het basisontwerp bedacht, en Barnabé Guimard, die verantwoordelijk was voor de gedetailleerde plannen.
Het Hôtel du Lotto werd in 1776-1778 voor de Keizerlijke Lotto gebouwd. Het gebouw werd in de 19e eeuw als het reizigershotel Hôtel de l'Europe ingericht. Tijdens de Eerste Wereldoorlog werd het door de Duitsers bezet. In 1919 betrok het ministerie van Nijverheid en Arbeid het pand, maar rond 1920 was het terug privébezit, namelijk juwelenhandel Altenloh.
Vanaf 1962 deed het gebouw dienst als voorlopig Museum voor Moderne Kunst (tot 1959 ondergebracht in het oude Hof van Nassau aan het Museumplein), waarvoor het gebouw met tentoonstellingszalen werd aangepast. De bouw van een nieuw Museum voor Moderne Kunst was gepland vanaf circa 1960. Het project werd in 1970 door Roger Bastin en Leo Beeck uitgewerkt. Aan het hoekpaviljoen werd grondige wijzigingen gedaan, er kwamen een ondergronds museumgedeelte en parkeerruimte onder het Museumplein, het huizenblok aan de Museumstraat en Hofberg werd gesloopt en ter vervanging een bovengronds museum met hedendaagse vormgeving gebouwd. Dit laatste leidde tot een controverse, maar uiteindelijk leidde een compromis tot een projectwijziging naar ontwerp Bastin en Beeck. Het Modern Museum werd in 1984 ingehuldigd. Sinds 2009 huisvest het Hôtel du Lotto het Musée Magritte Museum.